# 대한법의학회
대한법의학회(The Korean Society For Legal Medicine)는 1976년에 설립된 대한민국의 의학 단체이다. 소재지는 서울특별시 성북구 고려대로 73, 고려대학교 의과대학 법의학교실에 위치하고 있다.

## 개요
회원 상호간의 친목과 지식 교환을 도모하며 법의학 연구와 보급을 촉진시키며, 이 분야를 전공하는 이들의 학문적 또는 사회적 품위 향상을 한다.

## 주요 사업
- 정기 학술대회, 집담회, 및 기타 강연회 개최
- 학술지 및 도서의 발간
- 학문의 국제교류
- 학문 및 국민보건 향상에 관한 계획 및 연구
- 법의학 교육의 질적 향상을 위한 계획 및 연구
- 법의학 관련 수련 계획 및 자격 인정 관련 제도의 수립 및 시행
- 검시제도 발전을 위한 계획 및 연구
- 회원 상호간의 친목 및 경조에 관한 사항
- 기타 본 회의 목적 달성에 필요한 사항

## 같이 보기
- 법의학
- 대한의학회